# Elias de Sousa Carmo
Elias de Sousa Carmo (Ponte Nova, 21 de abril de 1909 — Belo Horizonte, 12 de outubro de 2005) foi um advogado e político brasileiro do estado de Minas Gerais, tendo exercido os cargos de deputado estadual (pela UDN, de 1947 a 1951)

e deputado federal (pela UDN e ARENA, de 1963 a 1975).

Elias nasceu no então distrito de Amparo da Serra, pertencente ao município de Ponte Nova e embrião do futuro município de Amparo do Serra. Filho de Benjamin Augusto do Carmo e Teolinda de Sousa Carmo, fez seus estudos primários e secundários em Figueira do Rio Doce (hoje Governador Valadares). Graduou-se em Direito em 1930 na então Universidade do Brasil (hoje UFRJ) no Rio de Janeiro e exerceu a profissão de advogado durante toda a vida.
Foi eleito deputado estadual, pela UDN, para a 1ª Legislatura da Assembleia Legislativa de Minas Gerais, de 1947 a 1951, sendo substituído pelo dep. Simão Vianna da Cunha Pereira no período de 6 a 20/12/1947. Atuou como deputado federal, como suplente, de 1951 e 1962 e como efetivo entre 1963 e 1975 (1963-1967 pela UDN e 1967-1975 pela ARENA).
Foi presidente regional da UDN em Minas Gerais no período de 1959 a 1961. Foi Primeiro Secretário da Câmara dos Deputados em 1971-72 . Foi nomeado Secretário do Interior e Justiça de Minas Gerais, cargo que exerceu de 1977 e 1979.  
Foi presidente da MinasCaixa em 1961-62, Diretor da Financeira BEMGE de 1975 a 1977 e Vice-presidente do BEMGE entre 1979 e 1983. 